# Fénix Films
Fénix Films (eigentlich Fénix Cooperativa Cinematográfica) ist eine Filmgesellschaft mit Sitz in Madrid. Geleitet wird sie von Arturo Marcos.
In den 1960er und 70er Jahren beteiligte sich Fénix Films an vielen internationalen Coproduktionen, unter anderem mit italienischen und deutschen Unternehmen. Die meisten Produktionen der 1960er Jahre waren Eurowestern. Seit 1970 produzierte Fénix Films eine Vielzahl von Jess Franco inszenierten Filmen.

## Filmografie (Auswahl)
- Mi mujer es doctor (1957)
- Muchachas en vacaciones (1958)
- La Muchacha de la plaza de San Pedro (1958)
- Contrabando en Nápoles (1959)
- Los héroes del Oeste (1963)
- Cuatro balazos (1964) (Der Rächer von Golden Hill)
- El hombre del valle maldito (1964) (Der Rancher vom Colorado-River)
- El séptimo de caballeria (1964) (Vergeltung am Wichita-Paß)
- Los gemelos de Texas (1964)
- Brandy, el sheriff de Lasatumba (1964)
- La Tumba del pistolero (1964)
- Per un pugno nell'occhio (1965)
- Séptimo de caballería (1965)
- El escuadrón de la muerte (1966)
- ¿Por qué morir en Madrid? (1966)
- Trampa para un forajido (1966)
- Kid Rodelo (1966)
- El gran golpe de Niza (1967)
- Héroes a la fuerza (1969)
- Pistoleros de Paso Bravo (1969)
- Dos caraduras en Texas (1970)
- Cuadrilátero (1970)
- El Proceso de las bruja (1970) (Der Hexentöter von Blackmoor)
- El Conde Drácula (1970) (Nachts, wenn Dracula erwacht)
- Sie tötete in Ekstase (1970)
- El Signo del vampiro (1971) (Vampyros Lesbos – Erbin des Dracula)
- El Diablo que vino de Akasawa (1971) (Der Teufel kam aus Akasava)
- Los Amores de Don Juan (1971)
- Vuelo al infierno (1971) (X 312 – Flug zur Hölle)
- El Muerto hace las maletas (1972) (Der Todesrächer von Soho)
- La venganza del doctor Mabuse (1972) (Dr. M schlägt zu)
- Drácula contra Frankenstein (1972) (Die Nacht der offenen Särge)
- La Noche de los asesinos (1973) (Im Schatten des Mörders)
- Los Amantes de la isla del diablo (1974)
- Un Capitán de quince años (1974)